# Желюкур
Желюку́р (фр. Gelucourt) — коммуна во французском департаменте Мозель региона Лотарингия. Относится к кантону Дьёз.

## Географическое положение
Желюкур расположен в 60 км к юго-востоку от Меца. Соседние коммуны: Лендр-Бас на севере, Таркемполь на северо-востоке, Альтвиль и Асенонкур на востоке, Доннле на юго-западе, Гебланж-ле-Дьёз и Бланш-Эглиз на северо-западе.

## История
- Впервые упоминается в VIII веке как часть естественно-исторического региона Сольнуа.
- В 1189 году известен рыцарь Гийом де Желлокур.
- Здесь с 1273 года располагался орден тамплиеров, а позже — рыцари святого Иоанна Иерусалимского.
- Разрушен во время Тридцатилетней войны.

## Демография
По переписи 2008 года в коммуне проживало 238 человек.

## Достопримечательности
- Следы древнеримского тракта.
- Местопребывание командора рыцарей святого Иоанна Иерусалимского и часовня Сент-Одиль XIV века, в которой захоронен командор ордена в Желюкуре руцарь Бартелеми (ум. в 1628 году).
- Церковь Сен-Брис 1710 года, алтарь XVIII века.